# Ina (Nagano)
Ina (伊那市?, Ina-shi) è una città giapponese della prefettura di Nagano.